# Fiat Panda
O Panda é um modelo citadino da marca Italiana Fiat. O primeiro Fiat Panda foi produzido com pequenas alterações entre 1980 e 2003 e é agora referido como o Panda antigo. O segundo modelo, lançado em 2003 foi considerado o Carro Europeu do Ano em 2003. O Fiat Uno brasileiro tem seu design baseado no Panda.

## Primeira Geração (1980-2003)

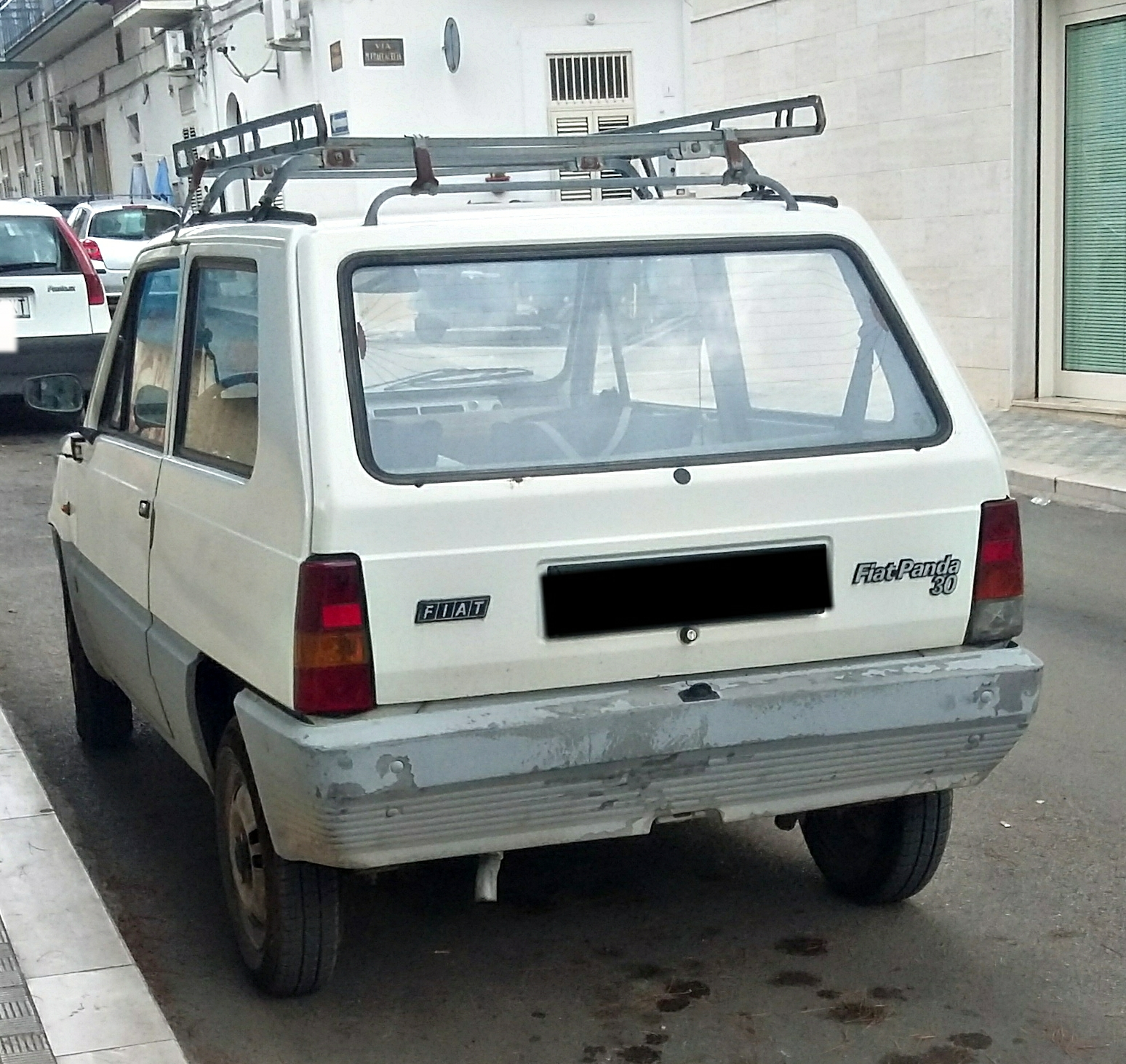
1980-1986 Fiat Panda 30

Desenhado por Giorgetto Giugiaro, o Panda tinha como intenção criar uma interpretação moderna do conceito do Citroën 2CV e do Renault 4, sendo um veículo utilitário simples, sem grandes adereços, simples de usar e manter. Introduzido em 1980, o Panda era reconhecido com um estilo quadrado e mecanicamente usava peças de outros modelos da altura, como os motores e transmissão do Fiat 127 e Fiat 126.

### Evolução
Em fevereiro de 1980 a Fiat apresentou o seu novo veículo utilitário desenhado por Giugiaro de nome Panda. Vinha equipado com duas possíveis motorizações, um dois cilindros de 652cc refrigerado a ar(derivado do Fiat 126) com a referência Panda 30 ou um quatro cilindros de 903cc refrigerado a água (derivado do Fiat 127). Apresentou na altura algumas inovações como sete posições ajustáveis dos assentos, a possibilidade de retirar e lavar as cobertas dos assentos e painéis, além de todos os vidros serem direitos.
Em setembro de 1982 o Panda 34 foi lançado, usando um motor de 843cc refrigerado a água derivado do motor usado do Fiat 850.
No mesmo ano foi apresentado o Panda 45 Super, equipado com caixa de cinco velocidades e uma nova grelha frontal. O Panda 30 Super foi acrescentado aos modelos existentes em Fevereiro de 1983.
Em junho de 1983 foi apresentado o Fiat Panda 4×4 com um novo sistema de tracção às quatro rodas desenvolvida pela companhia Austríaca Steyr-Puch. Vinha equipado com um motor de 965cc derivado do Autobianchi A112, tendo sido o primeiro carro com motor transversal equipado com tracção às quatro rodas.
Em julho de 1984 sai o Panda nº 1 000 000.
A partir de janeiro de 1986 ouve uma grande reestruturação nos modelos Panda. O motor de dois cilindros de 652cc foram substituídos por um de quatro cilindros de 769cc e os de 903cc por novos de 999cc. Estes novos motores pertencem a uma nova família denominada "FIRE" em que têm como características terem quatro cilindros, arrefecidos a água e com uma única árvore de cames. Foi redesenhada também a suspensão traseira (com a excepção do 4×4), o interior e a estrutura foi fortalecida. Foram alteradas as denominações dos modelos existentes, passando a ser 750L, 750CL, 750S, 1000S e o 4×4. Esta versão ficou conhecida como Mark II embora não apareça na denominação.
No ano seguinte com surge a versão Panda Young e uma versão limitada do Panda 4×4 denominada Sisley e os motores "FIRE" sofreram novos melhoramentos com novos injectores e um conversor catalítico.

## Segunda Geração (2003-2012)

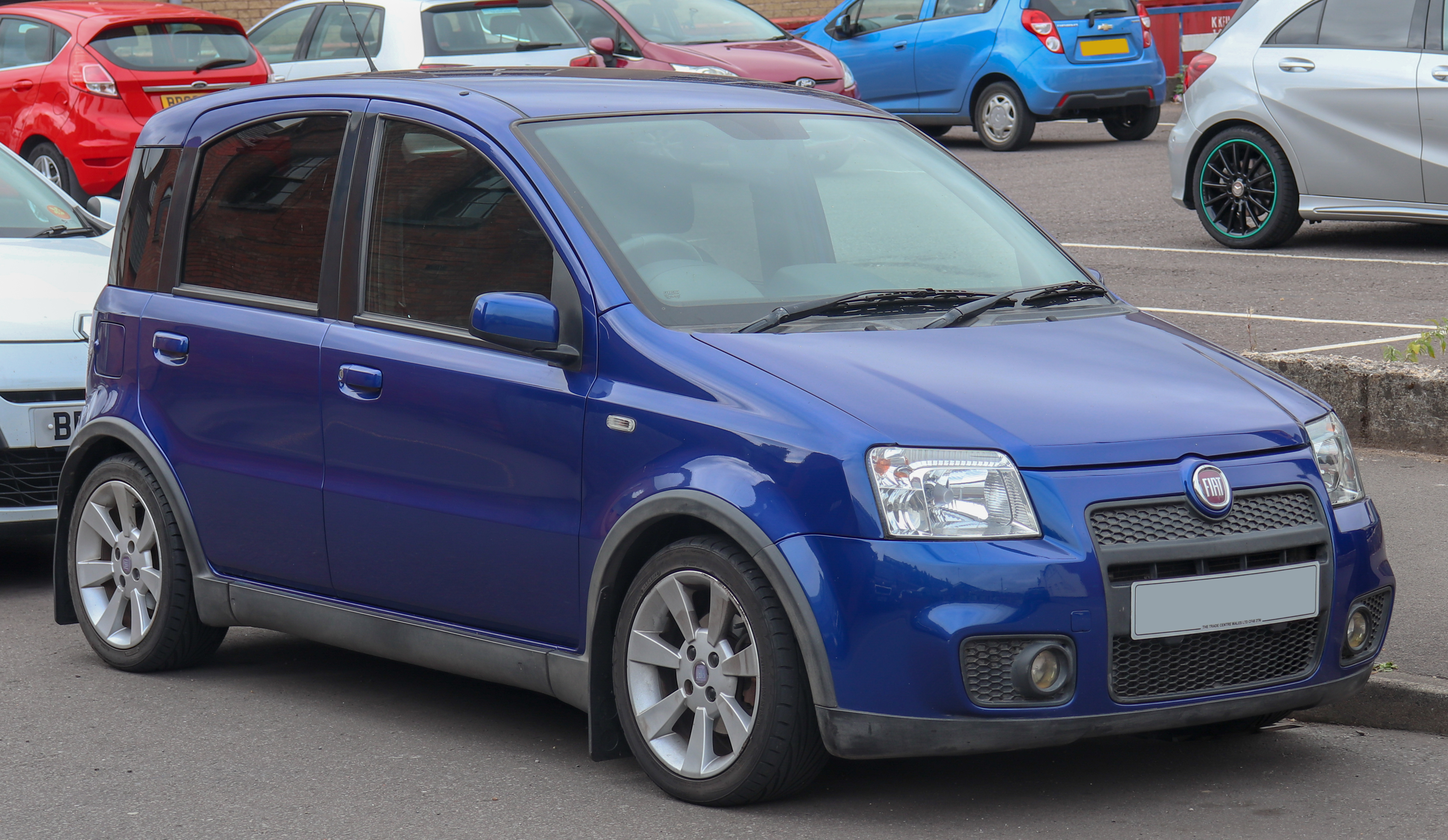
Modelo ano 2009

A nova geração com o nome de codigo Model 169, estava originalmente para se chamar "Gingo", mas como o nome era muito semelhante ao Renault Twingo a Fiat decidiu continuar a série Panda no final de 2003.

### Evolução
Sucessor do Fiat Seicento, o novo Panda acabou por efectivamente substituir o antigo Panda depois de 23 anos, enquanto o Seicento ainda popular continuou em produção.
Desde setembro de 2005 todos os Pandas vêm equipados com control de estabilidade, ABS, EBD e pelo menos dois airbags frontais.
Em cinco de setembro de 2007 foi produzido o Panda nº100 000 um Panda 4x4 Climbing Vermelho.

## Terceira Geração (2012-2024)

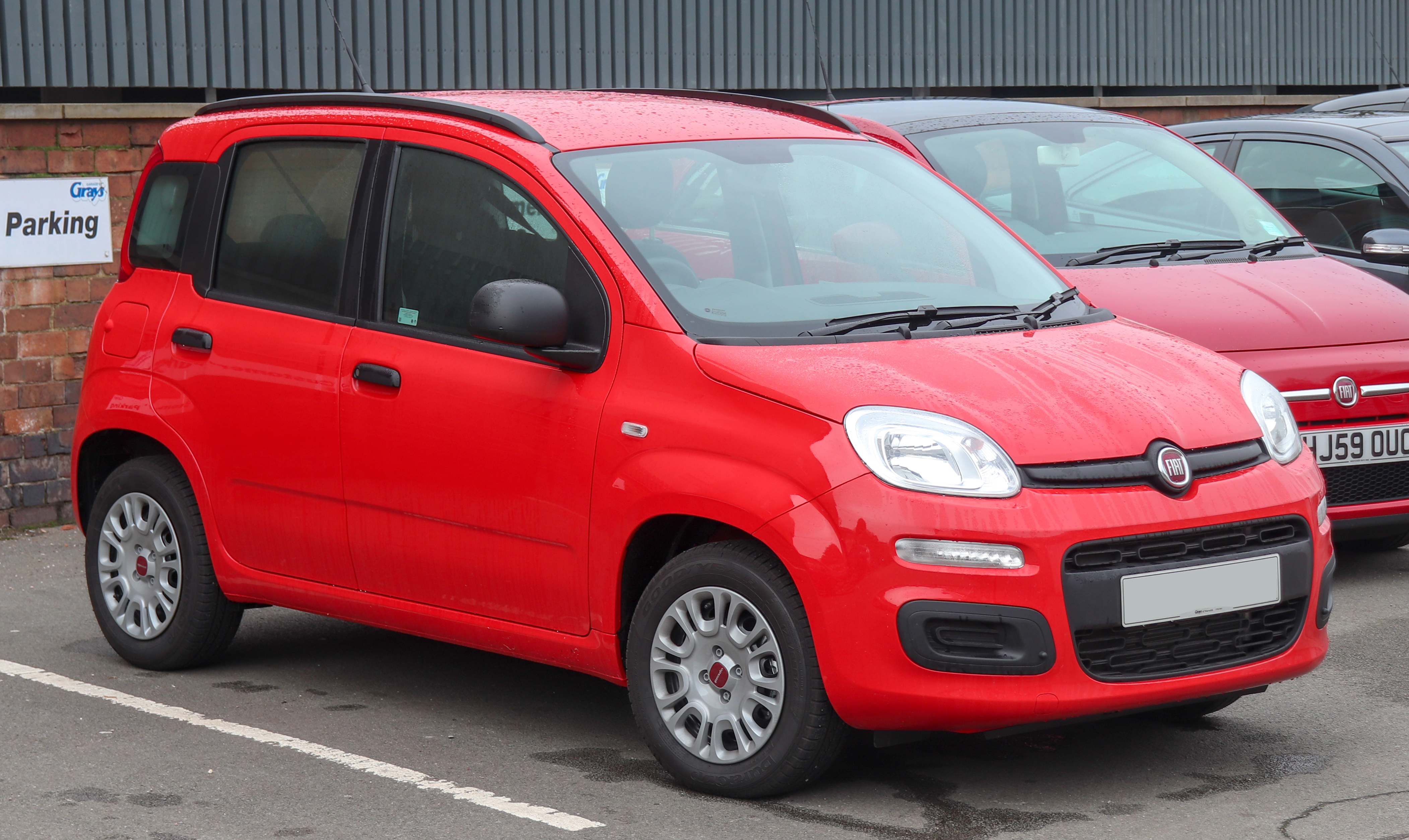
Modelo ano 2018

No Salão de Frankfurt em 2012 foi apresentado a nova geração do Fiat Panda com seu primeiro modelo vinha com motor 1.2 de 69 hp a gasolina com o câmbio de 5 marchas manual, ainda em 2012 o panda recebeu versões com os motores 0.9 de 65 hp ou 85 hp ou o motor 1.3 MultiJet de 75 hp. Em 2016 o panda recebeu novos motores K-Way 1.2 de 65 hp e o motor Young 1.2 também de 65 hp.

## Quarta Geração (2024-presente)

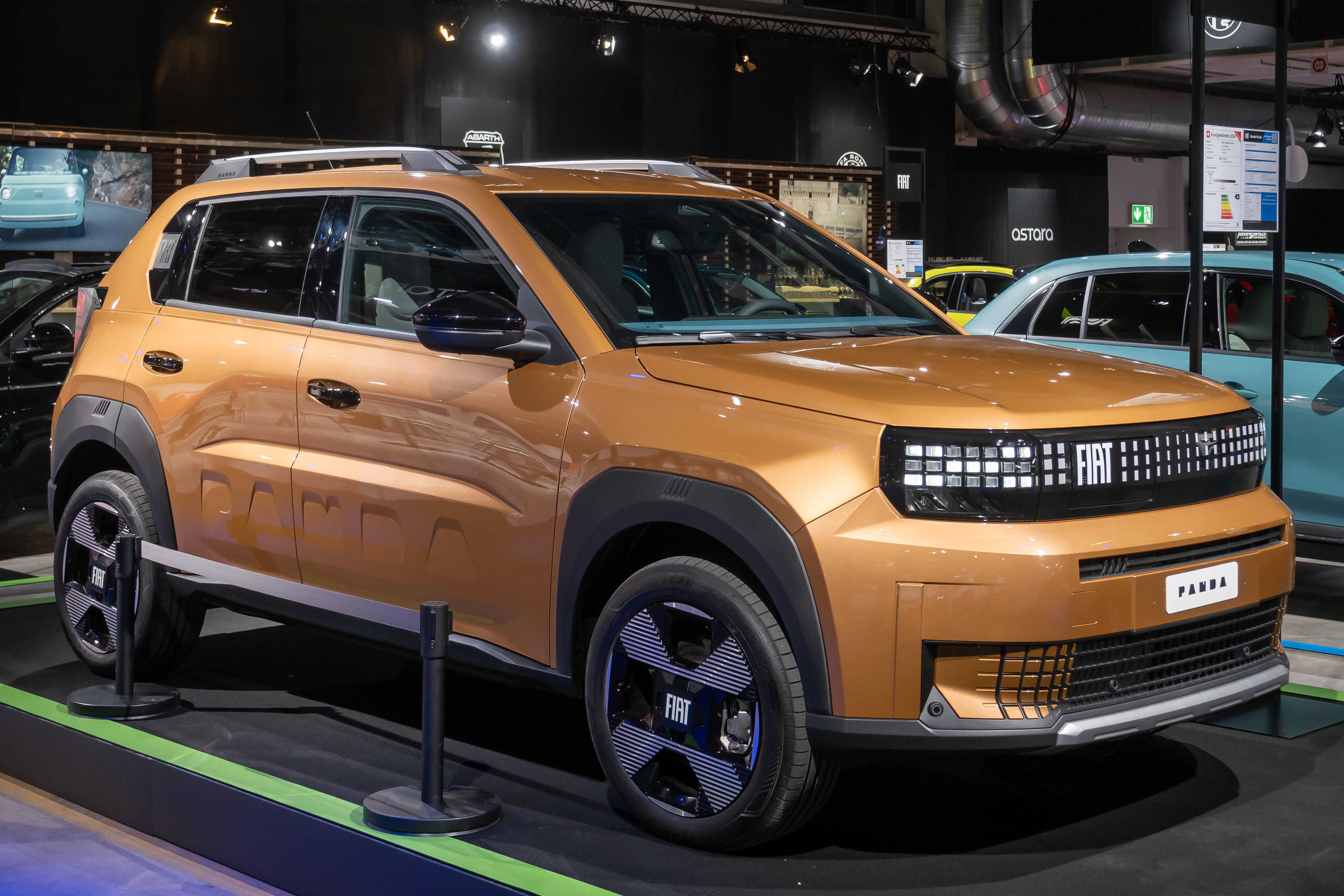
Imagem do Novo Fiat Grande Panda (2024)

Uma nova versão do Panda foi apresentada em 14 de junho de 2024, com o interior e todas as especificações revelados posteriormente em 11 de julho, durante a cerimônia de 125 anos da Fiat, intitulada “Smiling to the Future (Sorrindo para o Futuro)”.«FIAT celebrates its first 125 years and smiles into the future». Stellantis. Consultado em 14 de maio de 2025 Batizada de Grande Panda, a novidade é baseada na plataforma Smart Car, compartilhada com o Citroën C3 de quarta geração e o Opel Frontera. Estará disponível com motorização híbrida leve e elétrica.

## Galeria
- Primeira geração (1980-2003)
- Segunda geração (2003-2011)
- Terceira geração (2012-presente)
- Quarta geração "Grande Panda" (2024-presente)